# 新納忠秀
新納 忠秀（にいろ ただひで）は、安土桃山時代から江戸時代前期にかけての武将。薩摩国島津氏の陪臣。新納忠元の家臣。

## 略歴
新納康久の子として誕生。『本藩人物誌』では忠秀を新納氏庶流・新納伊勢守康久の三男とし、同じ新納氏庶流である新納忠貞の養子となった。若年の頃より新納忠元に付き従い、諸所で軍功を上げた。
天正5年（1577年）、日向伊東氏家臣で野尻城主・福永祐友が島津氏に寝返ると、忠秀は在番していた高原城より野尻城へ入って在番の一人となった。天正8年（1580年）に忠元が相良氏の朴河内城を攻める際は、坂元源二郎と共に城内へ入り込んで物見し、城を攻めた際は合志玄宅という者を討ち取った。天正14年（1586年）、川内勘右衛門が鎌田長継の下僕を殺害し肥後国へ逃亡する事件が起こると、忠秀が追いこれを討ち果たした。
天正15年（1587年）、豊臣秀吉による九州平定が行われ豊後国より逃亡する際は、忠元の帰路を塞ぐ敵を、忠秀が先陣を切って討ち払った。更に途中の八代より逃亡する際には、伊集院肥後守・桂山城守と殿を争い、忠秀が任じられると、争った両人の旗を預って殿に及んでいる。文禄・慶長の役にも参加し、朝鮮より帰国後は納殿役となった。
寛永17年（1640年）、死去。嫡男・甚右衛門兼康は肝付氏の養子としてその21代当主となったため、忠秀の名跡は二右衛門久親が継いだ。
新納 忠秀（にいろ ただひで）は、江戸時代前期の武士。薩摩藩士。
元和3年（1617年）、新納忠元の孫・新納忠光の婿養子である新納忠清の嫡男として誕生。
寛永4年（1627年）、初代藩主・島津家久の加冠により元服を果たす。
慶安3年（1650年）、琉球にて病死した。享年34。